# Diagramme entropique

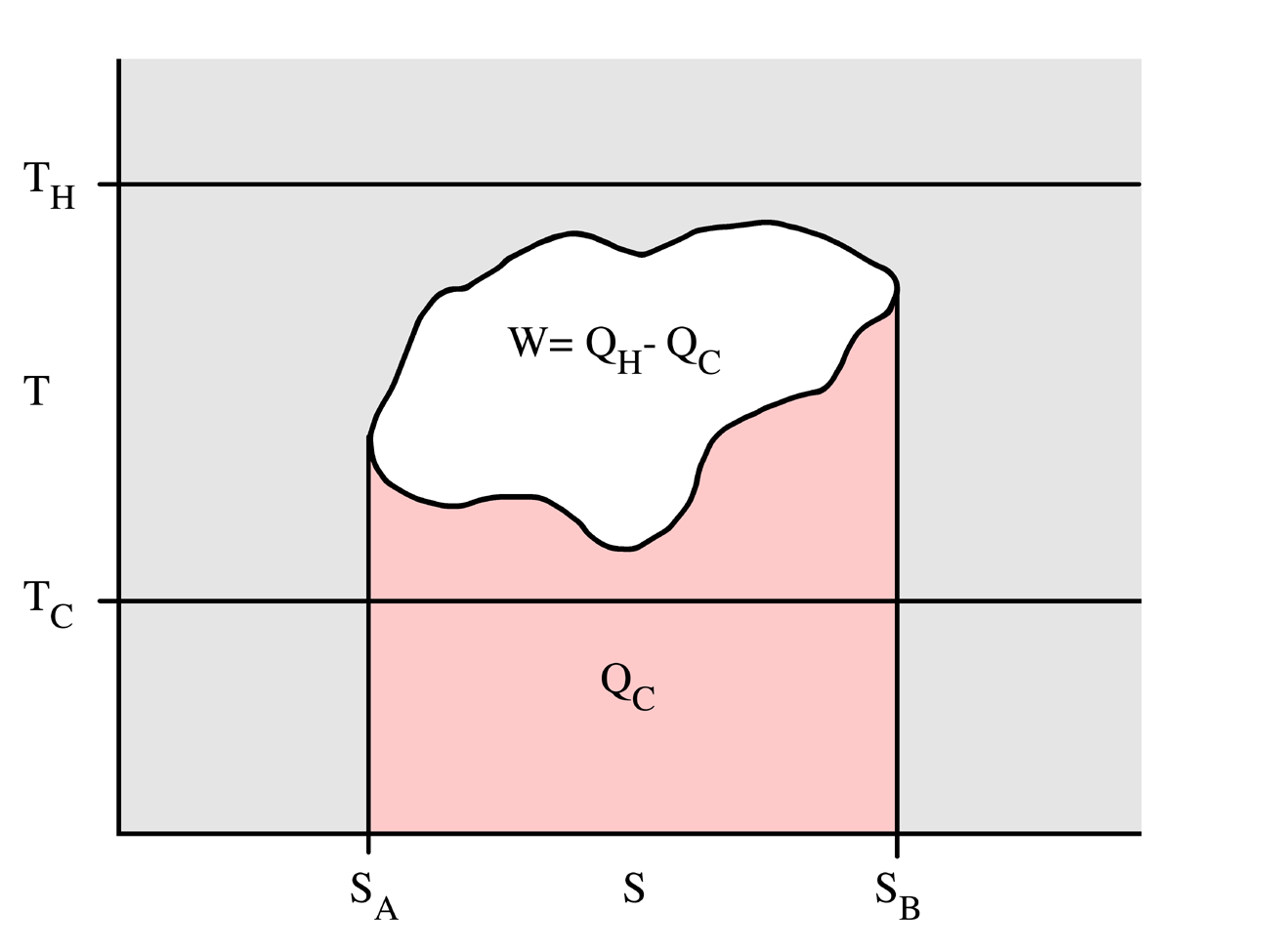
Exemple de diagramme T–s pour un cycle thermodynamique se déroulant entre une source chaude (TH) et une source froide (TC).
Pour des processus réversibles, tels que ceux utilisés dans le cycle de Carnot :
QC = énergie échangée entre le système et la source froide
W = travail échangé par le système avec son environnement
QH = W + QC = chaleur échangée avec la source chaude.
η = W / (QC + QH) = rendement du cycle
Si le cycle est parcouru dans le sens des aiguilles d'une montre, alors c'est un moteur thermique qui produit du travail ; si le cycle est parcouru dans le sens contraire aux aiguilles d'une montre, c'est une pompe à chaleur qui consomme du travail et déplace de la chaleur QH de la source froide vers la source chaude.

En thermodynamique, un diagramme entropique ou diagramme température–entropie (T–s) est un diagramme thermodynamique utilisé pour visualiser les changements de la température (T ) et de l'entropie spécifique (s) lors d'un processus ou un cycle thermodynamique, sous forme du graphe d'une courbe. C'est un outil utile et communément utilisé, en particulier parce qu'il aide à visualiser le transfert thermique lors d'un processus. Pour les processus réversibles (idéaux), l'aire sous la courbe T–s d'un processus est la chaleur transférée au système lors de ce processus.
Les fluides de travail sont souvent classés (en) sur la base de la forme de leur diagramme T–s.
Un processus isentropique est représenté par une ligne verticale sur un diagramme T–s, tandis qu'un processus isotherme est une ligne horizontale.

Diagramme T–s pour la vapeur, unités US